# Westmorland (Kalifornia)
Westmorland – miasto w Stanach Zjednoczonych, w stanie Kalifornia, w hrabstwie Imperial. Według spisu ludności przeprowadzonego przez United States Census Bureau w roku 2010, w Westmorland mieszka 2225 mieszkańców.